# Новотроевка (Самарская область)
Новотроевка — село в Алексеевском районе Самарской области. Входит в состав сельского поселения Алексеевка.

## География
Село находится на правом берегу реки Съезжая, на расстоянии 5 км к юго-востоку от села Алексеевка, административного центра района.

### Часовой пояс
Село Новотроевка, как и вся Самарская область, находится в часовой зоне МСК+1. Смещение применяемого времени относительно UTC составляет +4:00.

## Население
| 1986 | 2002 | 2010 | 2014 | 2015 |
| ---- | ---- | ---- | ---- | ---- |
| 186  | ↗221 | ↘170 | ↗179 | ↘174 |

### Национальный состав
Согласно результатам переписи 2002 года, в национальной структуре населения русские составляли 83 % из 221 чел.